# Phausis reticulata
Phausis reticulata är en skalbaggsart som först beskrevs av Thomas Say 1825.  Phausis reticulata ingår i släktet Phausis och familjen lysmaskar. Inga underarter finns listade i Catalogue of Life.